# Campeonato Europeu de Hóquei em Patins Masculino de 2006
O Campeonato Europeu de 2006 foi a 47.ª edição do Campeonato Europeu de Hóquei em Patins.

## Fase de Grupos

### Grupo A
|     | Equipe     | Pts | J | V | E | D | GM | GS | DG  |
| --- | ---------- | --- | - | - | - | - | -- | -- | --- |
| 1.º | Espanha    | 6   | 2 | 2 | 0 | 0 | 12 | 2  | 10  |
| 2.º | França     | 3   | 2 | 1 | 0 | 1 | 7  | 4  | 3   |
| 3.º | Inglaterra | 0   | 2 | 0 | 0 | 2 | 0  | 13 | -13 |

| 17 de Julho de 2006 17:00 | Espanha | 8–0 | Inglaterra |                        |
|                           | Lluís Teixidó - 3 min Pedro Gil - 5 min, 9 min, 12 min, 33 min Eduard Fernández - 16 min Josep Maria Roca - 21 min |     |            | Árbitro: Jurger Wolter |

| 18 de Julho de 2006 17:00 | Inglaterra | 0–5 | França                                                                                         |                          |
|                           |            |     | Henry Guirec - 12 min, 38 min Sébastien Furstenberger - 14 min, 19 min Baptiste Lucas - 19 min | Árbitro: Alberto Bisacco |

| 19 de Julho de 2006 17:00 | França                                           | 2–4 | Espanha                                                               |                      |
|                           | Igor Tarassioux - 12 min Julien Huvelin - 15 min |     | Marc Gual - 6 min, 6 min Eduard Fernández - 32 min Pedro Gil - 25 min | Árbitro: Rego Lamela |

### Grupo B
|     | Equipe   | Pts | J | V | E | D | GM | GS | DG |
| --- | -------- | --- | - | - | - | - | -- | -- | -- |
| 1.º | Itália   | 6   | 2 | 2 | 0 | 0 | 11 | 1  | 10 |
| 2.º | Alemanha | 3   | 2 | 1 | 0 | 1 | 6  | 10 | -4 |
| 3.º | Áustria  | 0   | 2 | 0 | 0 | 2 | 3  | 9  | -6 |

| 17 de Julho de 2006 19:00 | Itália | 7–1 | Alemanha               |                      |
|                           | Alessandro Bertolucci - 4 min, 6 min Francesco Dolce - 5 min, 14 min, 18 min Leonardo Squeo - 28 min Alberto Peripolli - 30 min |     | Dominik Brandt - 7 min | Árbitro: Rego Lamela |

| 18 de Julho de 2006 19:00 | Áustria                                                            | 3–5 | Alemanha                                                                            |                         |
|                           | David Huber - 22 min Thomas Simcic - 34 min Thomas Haller - 38 min |     | Felix Bender - 1 min, 32 min Dominik Brandt - 6 min, 36 min Andre Kulossek - 23 min | Árbitro: Anton Sorensen |

| 19 de Julho de 2006 19:00 | Itália                                                                                                  | 4–0 | Áustria |                        |
|                           | Alessandro Bertolucci - 0 min Francesco Dolce - 4 min Davide Motaran - 20 min Mirco Bertolucci - 21 min |     |         | Árbitro: Jurger Wolter |

### Grupo C
|     | Equipe   | Pts | J | V | E | D | GM | GS | DG |
| --- | -------- | --- | - | - | - | - | -- | -- | -- |
| 1.º | Portugal | 6   | 2 | 2 | 0 | 0 | 10 | 0  | 10 |
| 2.º | Suíça    | 3   | 2 | 1 | 0 | 1 | 4  | 9  | -5 |
| 3.º | Andorra  | 0   | 2 | 0 | 0 | 2 | 2  | 7  | -5 |

| 17 de Julho de 2006 21:30 | Portugal                                                            | 3–0 | Andorra |                         |
|                           | Valter Neves - 7 min Reinaldo Ventura - 16 min Jorge Silva - 33 min |     |         | Árbitro: Anton Sorensen |

| 18 de Julho de 2006 21:30 | Suíça | 0–7 | Portugal |                       |
|                           |       |     | Sérgio Silva - 14 min, 20 min Ricardo Barreiros - 18 min Jorge Silva - 30 min, 36 min Vítor Hugo - 38 min Reinaldo Ventura - 39 min | Árbitro: Gianni Fermi |

| 19 de Julho de 2006 21:30 | Suíça                                                                         | 4–2 | Andorra                                        |                          |
|                           | Michael Muller - 3 min, 8 min Florian Brentini - 21 min Gael Jimenez - 34 min |     | Marc Montardit - 35 min Ramon Bassols - 39 min | Árbitro: Alberto Bisacco |

## Fase Final

### Apuramento de Campeão
|  | Quartos de Final    | Quartos de Final    |                     |        | Meias Finais    | Meias Finais    |  |  | Final               | Final |
|  |                     |                     |                     |        |                 |                 |  |  |                     |       |
|  | 20 de Julho de 2006 |                     |                     |        |                 |                 |  |  |                     |       |
|  |                     |                     |                     |        |                 |                 |  |  |                     |       |
|  | Portugal            | 24                  |                     |        |                 |                 |  |  |                     |       |
|  | Portugal            | 24                  | 21 de Julho de 2006 |        |                 |                 |  |  |                     |       |
|  | Áustria             | 0                   |                     |        |                 |                 |  |  |                     |       |
|  | Áustria             | 0                   | Portugal            | 1      |                 |                 |  |  |                     |       |
|  | 20 de Julho de 2006 |                     | Portugal            | 1      |                 |                 |  |  |                     |       |
|  |                     | Espanha             | 5                   |        |                 |                 |  |  |                     |       |
|  | Espanha             | Espanha             | 5                   | 10     |                 |                 |  |  |                     |       |
|  | Espanha             |                     | 22 de Julho de 2006 | 10     |                 |                 |  |  |                     |       |
|  | Alemanha            | 0                   |                     |        |                 |                 |  |  |                     |       |
|  | Alemanha            | 0                   | Espanha             | 2      |                 |                 |  |  |                     |       |
|  | 20 de Julho de 2006 |                     | Espanha             | 2      |                 |                 |  |  |                     |       |
|  |                     | Suíça               | 0                   |        |                 |                 |  |  |                     |       |
|  | Itália              | Suíça               | 0                   | 11     |                 |                 |  |  |                     |       |
|  | Itália              | 21 de Julho de 2006 |                     | 11     |                 |                 |  |  |                     |       |
|  | Andorra             | 1                   |                     |        |                 |                 |  |  |                     |       |
|  | Andorra             | 1                   | Itália              | 2 (3)G | 3.º e 4.º Lugar | 3.º e 4.º Lugar |  |  |                     |       |
|  | 20 de Julho de 2006 |                     | Itália              | 2 (3)G | 3.º e 4.º Lugar | 3.º e 4.º Lugar |  |  |                     |       |
|  |                     | Suíça               | 2 (5)P              |        |                 |                 |  |  |                     |       |
|  | França              | Suíça               | 2 (5)P              | 3      | Portugal        | 5               |  |  |                     |       |
|  | França              |                     |                     | 3      | Portugal        | 5               |  |  |                     |       |
|  | Suíça               | 4                   |                     | Itália | 4               |                 |  |  |                     |       |
|  | Suíça               | 4                   |                     |        | 4               |                 |  |  |                     |       |
|  |                     |                     |                     |        |                 |                 |  |  | 22 de Julho de 2006 |       |
|  |                     |                     |                     |        |                 |                 |  |  |                     |       |

### 5.º-9.º Lugar
|     | Equipe     | Pts | J | V | E | D | GM | GS | DG  |
| --- | ---------- | --- | - | - | - | - | -- | -- | --- |
| 5.º | França     | 12  | 4 | 4 | 0 | 0 | 18 | 2  | 16  |
| 6.º | Inglaterra | 9   | 4 | 3 | 0 | 1 | 15 | 12 | 3   |
| 7.º | Alemanha   | 6   | 4 | 2 | 0 | 2 | 7  | 7  | 0   |
| 8.º | Andorra    | 3   | 4 | 1 | 0 | 3 | 13 | 10 | 3   |
| 9.º | Áustria    | 0   | 4 | 0 | 0 | 4 | 10 | 32 | -22 |

Nos jogos entre equipas que se tenham defrontado na 1.ª fase, considera-se esse resultado:
| Jogos da 1.º Fase |      |            |
| Inglaterra        | 0-5  | França     |
| Áustria           | 3-5  | Alemanha   |
| Jogos da 2.º Fase |      |            |
| França            | 20   | Alemanha   |
| Andorra           | 9-3  | Áustria    |
| Inglaterra        | 2-1  | Alemanha   |
| Andorra           | 2-3  | França     |
| Inglaterra        | 3-2  | Andorra    |
| Áustria           | 0-8  | França     |
| Alemanha          | 1-0  | Andorra    |
| Áustria           | 4-10 | Inglaterra |